# حافظ چه می‌گوید؟
حافظ چه می‌گوید؟ عنوان کتابی از احمد کسروی است که نویسنده در آن به انتقاد از حافظ و شعرهای او می‌پردازد.

## نقد
نویسندگان مختلف این کتاب را نقد کرده‌اند.

## ترجمهٔ انگلیسی
این کتاب، توسط لوید ریجن به زبان انگلیسی برگردانیده و در صفحات ۱۶۰ تا ۱۹۰ کتاب «نقد صوفیسم، احمد کسروی و عقیده موروثی ایرانیان اهل تصوف» (به انگلیسی: Sufi Castigator: Ahmad Kasravi and the Iranian Mystical Tradition) منتشر گردید.

## برای مطالعهٔ بیشتر
- ادعای کسروی بر حافظ: در پاسخ به مردی شگفت، اردلان عطارپور، تهران: علم